# Teelt (periode)
De teelt was ten tijde van de vleetvisserij op haring de periode binnen een jaar waarin werd gevist op haring. 
Ze had haar begin aan het eind van mei of het begin van juni en liep door tot het eind van het najaar. Uit 19de-eeuwse en daaraan voorafgaande literatuur blijkt dat de teelt destijds omstreeks medio november werd afgesloten. Daarna is de haringvisserij met de vleet stilaan verlengd tot medio december. Na die tijd werd 'afgesneden'; de visserij werd beëindigd en het schip werd afgetakeld voor de duur van de winterperiode. Het was behouden teelt, in visserskringen samengetrokken tot bouweteelt.